# Mineral City
Mineral City – wieś w Stanach Zjednoczonych, w stanie Ohio, w hrabstwie Tuscarawas.